# 軽蔑 (1963年の映画)
『軽蔑』（けいべつ、Le Mépris）は、1963年製作・公開、ジャン＝リュック・ゴダール監督によるフランス・イタリア合作の長篇劇映画である。

## 概要

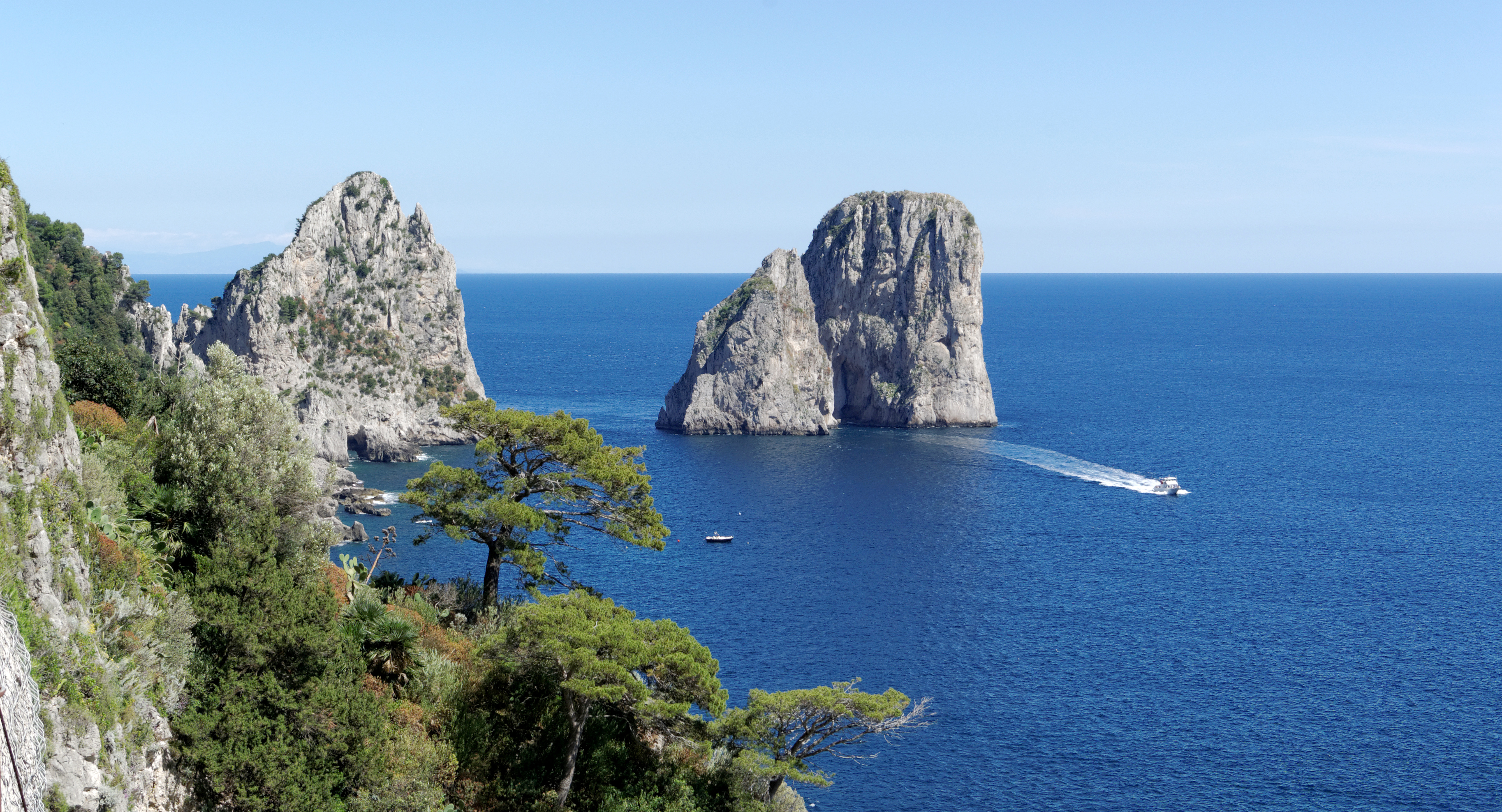
ロケ地・カプリ島

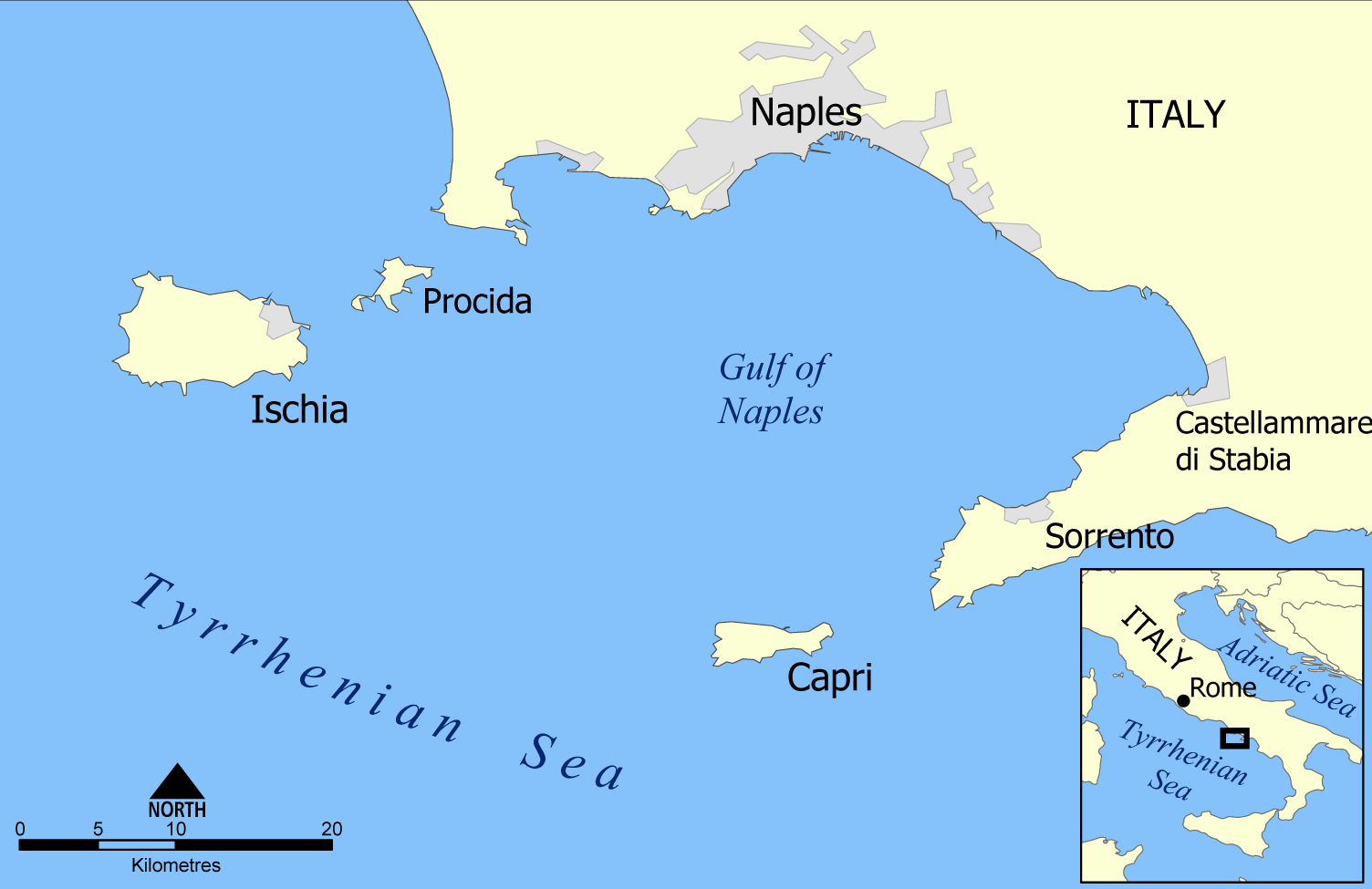
ナポリ湾とカプリ島

ゴダールの長篇劇映画第6作である。アルベルト・モラヴィアの同名小説を原作に、当時、2年前に結婚したばかりの妻アンナ・カリーナとの愛の問題に苦悩したゴダールが、自己を投影し、愛の不可能性を描いた。当時の日本同様、斜陽化著しいヨーロッパの映画産業での映画づくりを描き、ハリウッド一辺倒の世界への不安も描かれている。ドイツのサイレント映画の巨匠で、戦後アメリカのB級映画作家となったフリッツ・ラングが本人役で出演し、愛の問題にも映画産業の問題にも的確な言説を吐いている。
本作は1963年4月から5月に、イタリア南部・カンパニア州ナポリ県にあるカプリ島、およびラツィオ州にあるローマ市内のイタリア国立撮影所チネチッタでロケーション撮影が行われた。
アメリカ人プロデューサーとの撮影が頓挫するフリッツ・ラングは、劇中で映画『オデュッセイア』を撮ろうとしているが、現実世界のラングは、1960年の『怪人マブゼ博士』以降の監督作はなく、同作が遺作になっている。ゴダールがラングの助監督として本作に登場している。
本作は、フランスより先にイタリアで公開されたが、イタリア版では、ジョルジュ・ドルリューの音楽が、ピエロ・ピッチオーニの軽快なジャズに差し替えられて公開された。

## ストーリー

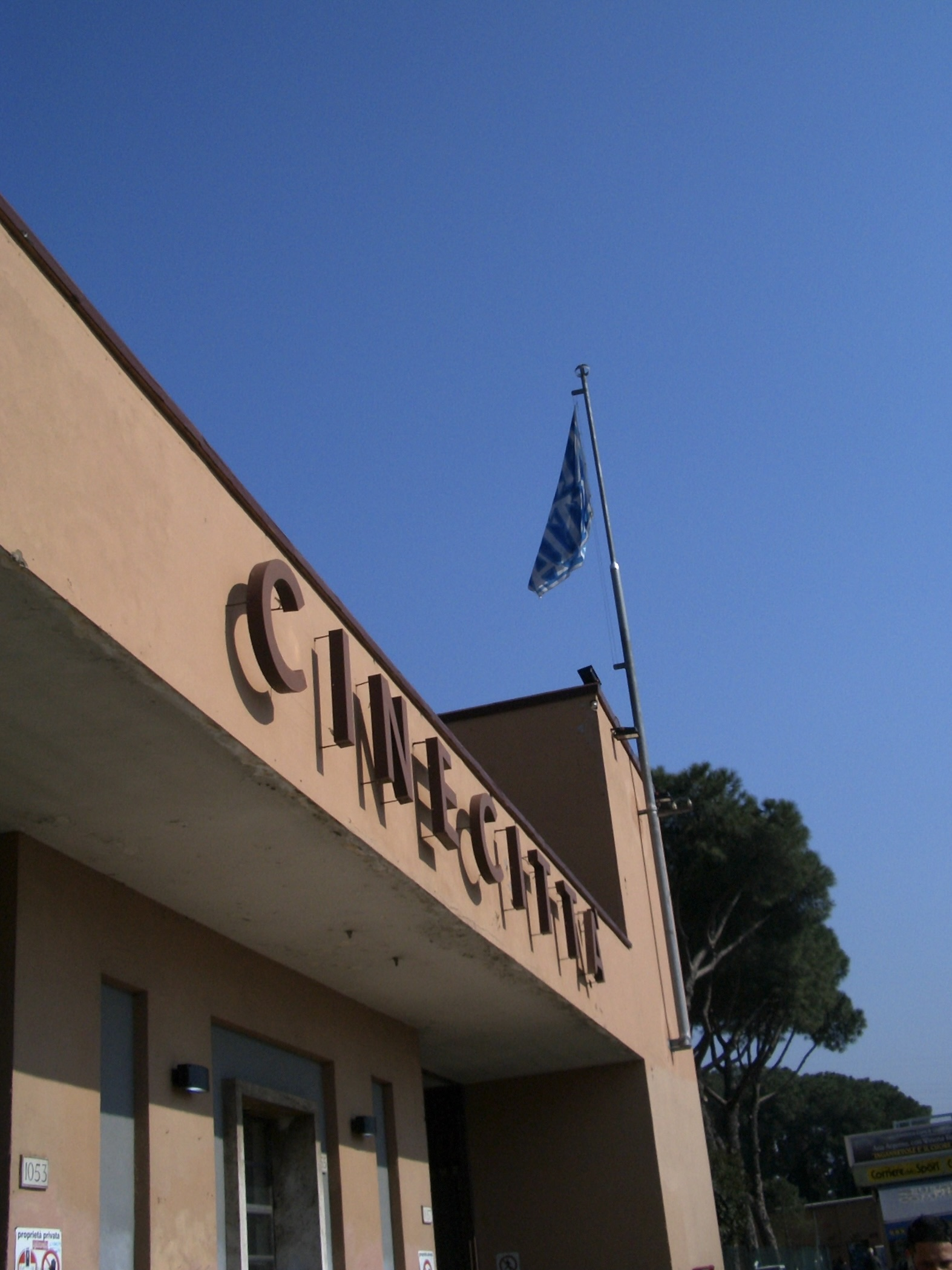
チネチッタエントランス

女優カミーユ・ジャヴァル（ブリジット・バルドー）と脚本家のポール・ジャヴァル（ミシェル・ピッコリ）は夫婦である。夜、ふたりのアパルトマンのベッドルームでの会話は無意味、でもそれは夫婦らしいものであった。
翌朝、ポールはアメリカから来た映画プロデューサー、ジェレミー・プロコシュ（ジャック・パランス）と会った。ジェレミーはフリッツ・ラング（本人）が現在撮影中の映画『オデュッセイア』があまりにも難解であるとし、この脚本のリライトをポールに発注してきた。昼になって、カミーユが現れ、夫妻はジェレミーに自宅に誘われた。自宅でジェレミーは、カミーユをカプリ島でのロケーション撮影に来ないかと言う。それは夫が決めること、とカミーユは答えた。
アパルトマンに帰った後のポールとカミーユは、なぜかしっくりこない。夜、ふたりは別々の部屋で寝ることになる。ジェレミーから再び、カミーユへのロケのオファーの電話があった。ポールはポールで、本人次第だと答えてしまう。電話の後で激したカミーユは、ポールを軽蔑すると言い放つ。ジェレミーの誘いで映画館に行った後、カミーユはオファーを承諾した。
カプリ島。ここにはジェレミーの別荘がある。撮影現場でラング監督とはやはりうまくいかないジェレミーは、カミーユに、別荘へ戻ろうと言う。カミーユはポールを一瞥するが、ポールは、カミーユがジェレミーと別荘に帰ることを軽く承諾した。ポールは、それよりも、ラング監督との映画『オデュッセイア』の問題について議論をつづけたいのだ。
遅れて別荘に着いたポールは、カミーユに、あの日ポールに言い放った「軽蔑」ということばの真意を問いただす。答えはなかった。
翌朝、ポールに手紙が届く。そのカミーユからの手紙には、ジェレミーとローマへ発つと書かれていた。おなじころ、ハイウェイで派手な衝突事故が起きていた。大型車にぶつかり大破したスポーツカーには、血まみれの男女の死体があった。ジェレミーとカミーユの変わり果てた姿であった。

## スタッフ
- 監督・脚本：ジャン＝リュック・ゴダール
- 撮影監督：ラウール・クタール
- 原作：アルベルト・モラヴィア
- 録音：ウィリアム・ロバート・シヴェル
- 編集：アニエス・ギュモ
- スクリプター：シュザンヌ・シフマン
- 音楽：ジョルジュ・ドルリュー / ピエロ・ピッチオーニ （イタリア・スペイン版）
- 助監督：シャルル・L・ビッチ
- 製作主任：フィリップ・デュサール、カルロ・ラストリカッティ
- パブリシスト：アニー・ショヴェ、ベルトラン・タヴェルニエ
- プロデューサー：ジョルジュ・ド・ボールガール、カルロ・ポンティ、ジョゼフ・E・レヴィーン
- 製作：ローマ・パリ・フィルム、レ・フィルム・コンコルディア、コンパニア・チネマトグラフィカ・カンピオン

## キャスト
| 役名                                         | 俳優                       | 日本語吹き替え | 日本語吹き替え |
| 役名                                         | 俳優                       | テレビ版1      | テレビ版2      |
| -------------------------------------------- | -------------------------- | -------------- | -------------- |
| カミーユ・ジャヴァル（女優）                 | ブリジット・バルドー       | 北島マヤ       | 渋沢詩子       |
| ポール・ジャヴァル（脚本家）                 | ミシェル・ピコリ           | 滝田裕介       | 臼井正明       |
| ジェレミー・プロコシュ（映画プロデューサー） | ジャック・パランス         | 大塚周夫       | 大塚周夫       |
| フランチェスカ・ヴァニーニ                   | ジョルジア・モル           | 北浜晴子       | 北浜晴子       |
| フリッツ・ラング（映画監督）                 | フリッツ・ラング           | 早野寿郎       | 早野寿郎       |
| ラングの助監督                               | ジャン＝リュック・ゴダール |                |                |
| 撮影監督                                     | ラウール・クタール         |                |                |
| シレン                                       | リンダ・ベラス             |                |                |

- テレビ版2：初回放送1970年9月21日『月曜ロードショー』

## 評価
レビュー・アグリゲーターのRotten Tomatoesでは59件のレビューで支持率は92%、平均点は8.60/10となった。

## 関連書籍
- アルベルト・モラヴィア『軽蔑』、大久保昭男訳、至誠堂、1964年 / 至誠堂新書、1965年
  - 池澤夏樹個人編集 世界文学全集 Ⅱ=03『マイトレイ／軽蔑』河出書房新社、2009年5月

ISBN 4309709559。併収はミルチャ・エリアーデの半自伝的作品、住谷春也訳。

## 註
1. 1 2 3  allcinemaサイト内の記事「軽蔑」の記述を参照。
2. ↑  本人役での出演
3. ↑  “Le Mépris (Contempt)”. Rotten Tomatoes.   Fandango Media. 2022年9月16日閲覧。